# Albert Aalbers
Albert Frederik Aalbers (13 de dezembro de 1897 – ? de 1961) foi um arquiteto holandês que criou elegantes vilas, hotéis e prédios de escritórios em Bandung, na Indonésia, sob o domínio colonial holandês na década de 1930. Albert Aalbers trabalhou na Holanda entre 1924 e 1930 e depois migrou para as Índias Holandesas, após isso, retornou à Holanda em 1942 devido à Segunda Guerra Mundial e às circunstâncias políticas após a independência da Indonésia. Durante sua estadia em Bandung, em um período em que a cidade foi apelidada de "cidade laboratório da arquitetura", vários de seus edifícios foram considerados obras arquitetônicas. O estilo de Aalbers foi inspirado pelo expressionista Frank Lloyd Wright e o modernista Le Corbusier. Em Bandung, o banco DENIS (atual Banco Jabar) na Rua de Braga e o Savoy Homann Hotel (renovado pela Aalbers) na Asia-Afrika Street, ainda carrega a ornamentação das ondas do oceano de Aalber.

## Vida
Em 1923, Albert Aalbers e seu irmão, Theo, fundaram o escritório de arquitetura Gebroeder Aalbers em Roterdã. Seus projetos variavam de escritórios a vilas. O famoso arquiteto americano, Frank Lloyd Wright, influenciou seus trabalhos; a Villa Dijkendam — de propriedade da família do futuro sogro de Albert Aalbers — é um exemplo de um prédio inspirado nos trabalhos de Wright.

## Trabalhos artísticos
Em 1935, o escritório de Aalbers em De Waal recebeu um contrato para projetar um edifício de escritórios para o Banco DENIS (De Eerste Nederlandsch-Indische Spaarkas ou o First Dutch-Indies Savings). Aalbers tinha usado materiais de aço para a estrutura do edifício e pisos de concreto, mas ele projetou o lado horizontal com curvas suaves como se os materiais fossem feitos de plástico. Como ponto de contraste visual, Aalbers colocou uma torre de sustentação no meio do edifício, mais alta que as seis plataformas arredondadas. Este ponto de articulação da torre vertical contra a suavidade horizontal fornece uma impressão de perturbação a elasticidade.
Fachadas arredondadas com elementos não funcionais puramente decorativos são semelhantes às do estilo da escola de Amsterdã, mas Aalbers era um seguidor do estilo internacional e da arquitetura modernista que acreditava que a forma deveria simplesmente seguir a sua função evitando essa decoração.